# Pterorhinus galbanus
Pterorhinus galbanus é uma espécie de ave da família Leiothrichidae.
Pode ser encontrada nos seguintes países: Bangladesh, China, Índia e Myanmar.
Os seus habitats naturais são: florestas subtropicais ou tropicais húmidas de baixa altitude e regiões subtropicais ou tropicais húmidas de alta altitude.